# Świątki (Szczecinek)
Świątki (niem. Marienthron) – część miasta Szczecinek, w woj. zachodniopomorskim, przy drodze krajowej nr 20 (Stargard–Gdynia). 
W okresie II wojny światowej mieścił się tu niemiecki obóz kobiecy Reichsarbeitsdienst RAD 5/144 Marienthron.

## Historia
Na obszarze pomiędzy Świątkami a centrum miasta Szczecinka znajduje się porośnięte lasem wzgórze Marientron (Świątki), w miejscu tym od 1356 stał klasztor augustianów–eremitów, sprowadzonych ze Stargardu. Klasztor fundacji książąt Pomorza Zachodniego, synów Warcisława IV: Warcisława V, Bogusława V i Barnima IV Dobrego datowanej 2 lutego 1356. Na szczycie wzgórza Świątki pobudowano niewielki zespół budynków na planie prostokąta 35 × 45 m z dziedzińcem pośrodku. W klasztorze żyło stale 12 augustianów-eremitów i kilku braci świeckich. W podziemnej krypcie kościoła przyklasztornego pochowane zostały księżne: Elżbieta, pierwsza żona Bogusława V (zm. 1361) i Zofia, żona Barnima IV Dobrego (zm. 1364). W 1470 klasztor został splądrowany przez Brandenburczyków, nadchodzący wiek reformacji nie sprzyjał rozwojowi i popadł w ruinę. Część materiału budowlanego wykorzystano w XVI w. do wzniesienia wieży późnogotyckiego kościoła św. Mikołaja. Ocalałe resztki witraży z klasztornego kościoła można obejrzeć w Muzeum Regionalnym w Szczecinku (wieża dawnego kościoła św. Mikołaja).
Do 1945 r. poprzednią niemiecką nazwą wsi była Marienthron. W źródłach z 1784 i 1862 r. wskazywano nazwę Gut Marienthron, określającą dosłownie 'Majątek (posiadłość) Marientron'.
W 1948 r. ustalono urzędowo polską nazwę wsi Świątki.
Świątki zostały włączone w granice miasta Szczecinek 1 stycznia 2010. Wcześniej miała status osady w gminie wiejskiej Szczecinek.

## Szkolnictwo
- Zespół Szkół im. St. Staszica - Świątki 11 (technikum zawodowe i licea profilowane). W 2003 odsłonięto popiersie Stanisława Staszica. Dzień Patrona: 26 marca[9].
- Specjalny Ośrodek Szkolno-Wychowawczy - Świątki 12 (dla dzieci z niepełnosprawnością intelektualną).

## Przyroda
- rezerwat przyrody "Dęby Wilczkowskie" (2,5 km na południowy zachód, po północnej stronie drogi do Jelenina)
- pomnik przyrody lipa drobnolistna o obwodzie 440 cm (na wschodniej granicy rezerwatu przyrody)[potrzebny przypis]

## Turystyka
- grodzisko nizinne, z IX/X w.[10], z czytelnymi wałami (w pobliżu wzgórza Świątki)
- Głaz narzutowy z tablicą pamiątkową poświęconą 1000-leciu Państwa Polskiego[11]
- ruiny schronów Wału Pomorskiego
- dawny niemiecki obóz kobiecy Reichsarbeitsdienst RAD 5/144 Marienthron

### Szlaki turystyczne
Świątki są także węzłem znakowanych szlaków turystycznych:
 – Ścieżka przyrodnicza Las Klasztorny (okrężna, o długości 3,9 km, rozpoczyna się i kończy w Świątkach)
 – niebieski szlak rowerowy Dookoła Jeziora Trzesiecko
 – żółty szlak rowerowy Zaczarowane Pejzaże,
 – czarny szlak rowerowy Nizica,
 – czerwony szlak rowerowy Jeziora Szczecineckie,
 – zielony szlak rowerowy Dolina Parsęty.
Wszystkie szlaki rowerowe są okrężne, zaczynają się i kończą w Szczecinku.